# П'ята Сокальська бригада УГА
5-та Сокальська бригада — військове формування у складі 1-го корпусу УГА. 
Створена у лютому 1919 року, стояла на протипольському фронті на північному заході від Крилова на Холмщині до Кристинополя. 

## Формування
Ядром бригади була група «Північ», якою з початку українсько-польської війни командував сотник Осип Демчук, а згодом полковник Захаріїв. Оформлення бригади завершилося у першій половині січня 1919 року після проведення мобілізації чоловіків віком до 35 років.
Бригада нараховувала близько 5700 багнетів, 175 шабель та шість піхотних гармат. Артилерійський полк під командуванням сотника Августина Циганика (ад’ютант — хорунжий Петришин) мав три батареї. Частина сотень дислокувалася під Львовом та над Збручем у складі групи отамана Ляєра.

## Організація
Бригада мала три курені піхоти: 1-й курінь — командир поручник Ващук; 2-й курінь — командир сотник Копаницький (загинув під Іванівкою біля Теребовлі), після нього — поручник Манько Василь; 3-й курінь — командир сотник Іван Чайка. Курінь складався з чотирьох сотень: ІХ сотня — поручник Грицай (загинув у бою з денікінцями за село Лукашівку); Х сотня — поручник Плешкевич; ХІ сотня — четар Гузик (загинув під Іванівкою); ХІІ сотня — четар Самборський.

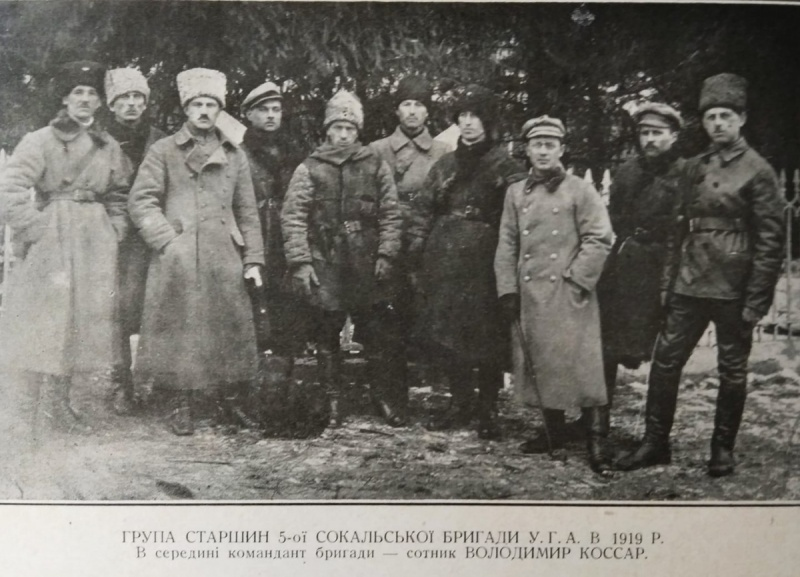
Штаб 5-ї Сокальської бригади УГА, в центрі комбриг Володимир Коссар, 1919.

Командир скорострільної сотні — поручник Прихідко, кінного відділу — місто-старшина Стадник, піхотних гармат — четар Галань, ад’ютант куреня — поручник Боднарчук. Булавну сотню очолював містостаршина Павлюк, обоз — четар Іван Сокіл. Польовим духівником був Іван Лебедович, бригадним лікарем — Лев Сосенко.

## Командний склад бригади в Галичині (1919)
командант — сотник Петро Петрик;
ад’ютант — поручник Петро Ган;
начальник штабу — сотник Осип Демчук;
персональний референт — поручник Михайло Мельничук;
лікарі — д-р Лев Сосенко, д-р Розенберг;
медики — Олександр Кирилович, Богдан Лапчинський.
Постачанням займалися сотник Охрим та поручник Дикий, жандармерією — четар Козак. Вишкіл новобранців проводився у Белзі. 

## Бойові дії
У січні—березні 1919 року бригада брала участь у боях проти польських військ:
під Долгобичевом та Угриновом відбито польський наступ, захоплено понад 100 полонених, 9 кулеметів; у нічному бою біля Варяжа взято в полон ворожий курінь разом з командуванням та санітарним відділом (3 лікарі), захоплено батарею; у районі Белза й Кристинополя розгромлено групу капітана Бербецького. Бойовий відтинок бригади становив близько 70 км.
Під час Чортківської офензиви бригада відзначилася у боях за Теребовлю, за що Начальна команда УГА назвала її «елітою армії». Наказом від 23 червня 1919 року (ч. 49) підвищено у званні поручників Івана Чайку та Володимира Коссара.
У ході Київської операції бригада брала участь у здобутті Жмеринки, Вінниці, Уланова, Райгородка, Махнівки, Бердичева, а 30 серпня 1919 року разом із 6-ю бригадою увійшла до Києва. На протиденікінському фронті відзначилася у бою за село Лукашівку.

## Подальша доля
На Наддніпрянщині командантом бригади став сотник Володимир Коссар. Після союзу з більшовиками бригаду переформували у 2-й кінний полк під командою полковника Аркаса та включили до складу 2-ї бригади ЧУГА на протипольському фронті біля Лятичева. 28 квітня 1920 року, під час польського наступу на Київ, бригада склала зброю біля села Дяковець під Літином. 

## Командування (1919-1920)
| Командант                 | Начальник штабу           |
| ------------------------- | ------------------------- |
| сотник Осип Демчук        |                           |
| полковник Василь Захаріїн | сотник Осип Демчук        |
| сотник Петро Петрик       | сотник Юліан Головінський |
| сотник Володимир Секунда  | сотник Осип Демчук        |
| сотник Володимир Коссар   |                           |